# كاثرين ماغنو
كاثرين ماغنو (بالإنجليزية: Kathryn Victory Magno)‏ هي متزلجة فلبينية، ولدت في 18 مارس 1990 في سان خوسيه في الولايات المتحدة.

## وصلات خارجية
- كاثرين ماغنو على موقع الاتحاد الدولي للتزلج (الإنجليزية)